# Федьковська (Няндомський район)
Федьковська (рос. Федьковская) — присілок в Няндомському районі Архангельської області Російської Федерації.
Населення становить 1 особу. Входить до складу муніципального утворення Няндомський муніципальний округ.

## Історія
До 2022 року входило до складу муніципального утворення Шалакуське поселення.

## Населення
| 2002 | 2010 | 2012 |
| ---- | ---- | ---- |
| 3    | ↘1   | →1   |